# Rozgriebli
Rozgriebli (ros. Розгребли) – wieś (ros. село, trb. sieło) w zachodniej Rosji, w sielsowiecie bolszesołdatskim rejonu bolszesołdatskiego w obwodzie kurskim.

## Geografia
Miejscowość położona jest 7 km od centrum administracyjnego sielsowietu bolszesołdatskiego i całego rejonu (Bolszoje Sołdatskoje), 70 km od Kurska.
W granicach miejscowości znajdują się ulice: Sowchoznaja, Szkolnaja.

## Demografia
W 2010 r. miejscowość zamieszkiwały 263 osoby.